# Estadio Strahov

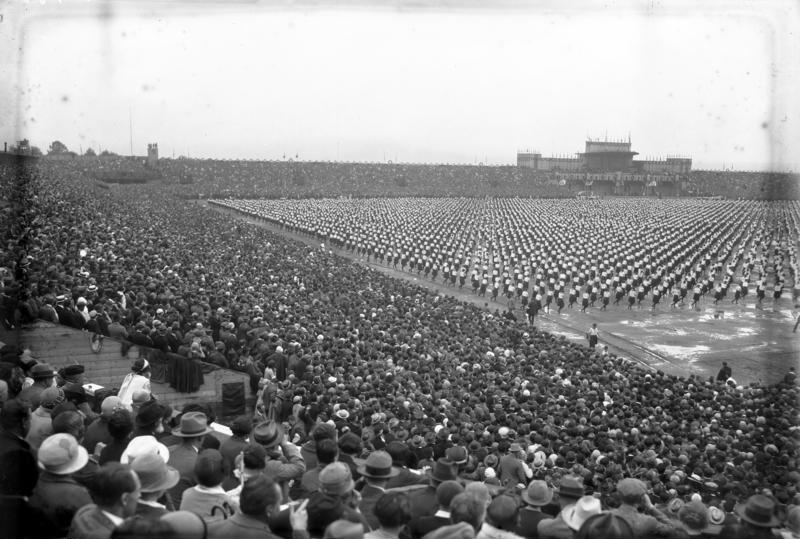
El estadio durante un evento en 1932.

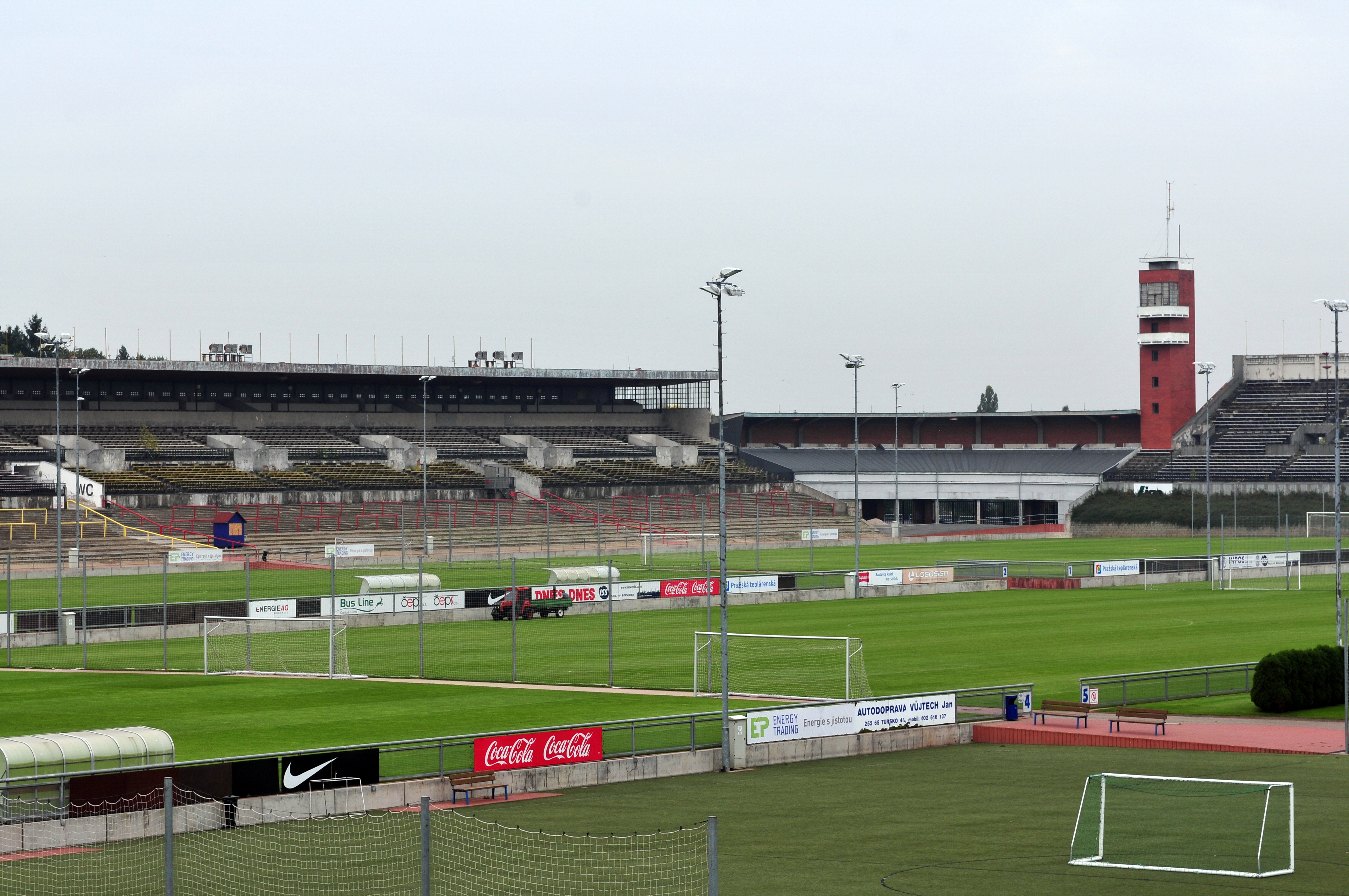
Interior del estadio en un entrenamiento del Sparta Praga.

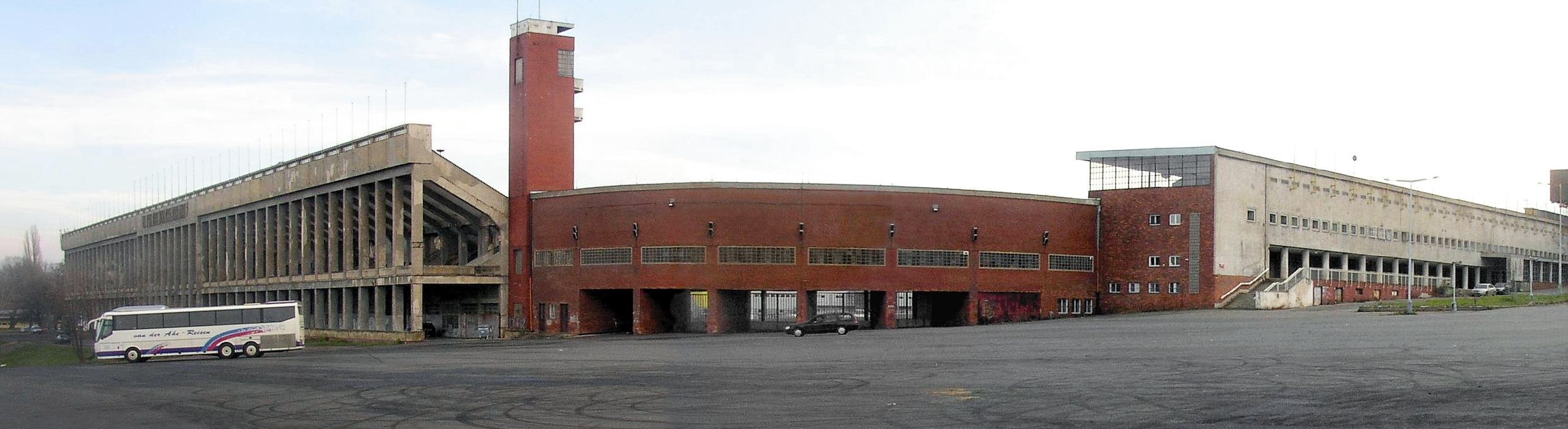
Estadio Strahov desde el noroeste

El Gran estadio de Strahov (en checo: Velký strahovský stadion) es un estadio multiusos situado en el distrito de Strahov de Praga, en la República Checa. El estadio ya no se usa para acontecimientos deportivos, hoy en día es el lugar de entrenamiento del Sparta de Praga y también se utiliza para conciertos. Se encuentra situado en la colina Petřín, sobre la ciudad vieja. Se puede llegar hasta él tomando el funicular Petřín, que sube hasta la cima de la colina.
El estadio fue en su día el de mayor aforo del mundo, ya que tiene capacidad para 220 000 espectadores, 56 000 de los cuales son sentados, lo que lo convierte en el segundo recinto deportivo del mundo con más capacidad, sólo superado por el Indianapolis Motor Speedway.

## Historia
La construcción comenzó con un estadio de madera en 1926, que fue sustituido por gradas de hormigón en 1932. La construcción adicional ocurrió en 1948 y 1975. El campo de juego, rodeado de gradas por todos sus lados, es de 63.500 metros cuadrados. Actualmente es utilizado por el Sparta de Praga como centro de entrenamiento con 8 campos de fútbol (6 de tamaño estándar y 2 de fútbol sala).
El estadio original data de la Primera República Checoslovaca. Su uso fue principalmente para grandes exhibiciones de gimnasia sincronizada. Fue utilizado más adelante para grandes exhibiciones durante la era comunista. Las actuaciones de cientos de gimnastas que hacían ejercicios complejos de forma completamente sincronizada entre ellos mientras sonaba música tradicional atrajeron la atención de muchos visitantes.
Durante la década de 1960 también se celebraron carreras de coches en el estadio.
En la actualidad (a excepción de los entrenamientos del Sparta de Praga) el estadio solamente se utiliza para organizar grandes conciertos. Entre las bandas que han tocado en él se incluyen Pink Floyd, Guns N' Roses, The Rolling Stones, U2 y Genesis. El 18 de agosto de 1990, el estadio de Strahov acogió un concierto de los Rolling Stones que convocó a más de 150.000 asistentes, entre los que se contó el presidente Václav Havel.

### Futuro del estadio
En la década pasada varios estudios idearon la reutilización y preservación de esta estructura única. Hay planes para convertir el complejo gigantesco del estadio de Strahov en una zona comercial completa con hoteles, restaurantes y tiendas. Otra sugerencia es convertir el área en un "meca del ocio para el siglo XXI". Hay también planes para reconstruir el área como Villa Olímpica si Praga celebrara en el futuro unos Juegos Olímpicos.